# Lanthanusa sufficiens
Lanthanusa sufficiens is een libellensoort uit de familie van de korenbouten (Libellulidae), onderorde echte libellen (Anisoptera).
De wetenschappelijke naam Lanthanusa sufficiens is voor het eerst geldig gepubliceerd in 1955 door Lieftinck.